# 山姆·克盧卡斯
山姆·克盧卡斯（英語：Sam Clucas；1990年9月25日—）是一位英格蘭足球運動員。在場上的位置是中場。現效力於英冠球會洛達咸。他曾於英格蘭足球甲級聯賽球隊切斯特菲尔德效力。

## 外部連結
- Lincoln City profile
- Lincoln City official archive profile
- 足球数据库：山姆·克盧卡斯的球员统计数据